# 桑德威奇 (伊利諾伊州)
桑德威奇（英語：Sandwich）是一個位於美國伊利諾伊州迪卡爾布縣和肯德爾縣的城市。

## 地理
桑德威奇的座標為41°49′00″N 88°37′02″W / 41.81667°N 88.61722°W，而該地的平均海拔高度為204米（即669英尺）。

## 人口
根據2010年美國人口普查的數據，桑德威奇的面積為12.31平方千米，當中陸地面積為12.26平方千米，而水域面積為0.05平方千米。當地共有人口7421人，而人口密度為每平方千米602.84人。